# Dymasius argenteolus
Dymasius argenteolus es una especie de escarabajo del género Dymasius, familia Cerambycidae. Fue descrita científicamente por Holzschuh en 2017.
Habita en Malasia. Los machos y las hembras miden aproximadamente 17,7 mm. El período de vuelo de esta especie ocurre en el mes de mayo.